# Richard Long (artista)
Sir Richard Long (Bristol, 2 giugno 1945) è un fotografo e scultore britannico.
È un artista visivo, esponente di primo piano della Land Art, movimento che si colloca nell'ambito dell'arte concettuale.

## Biografia

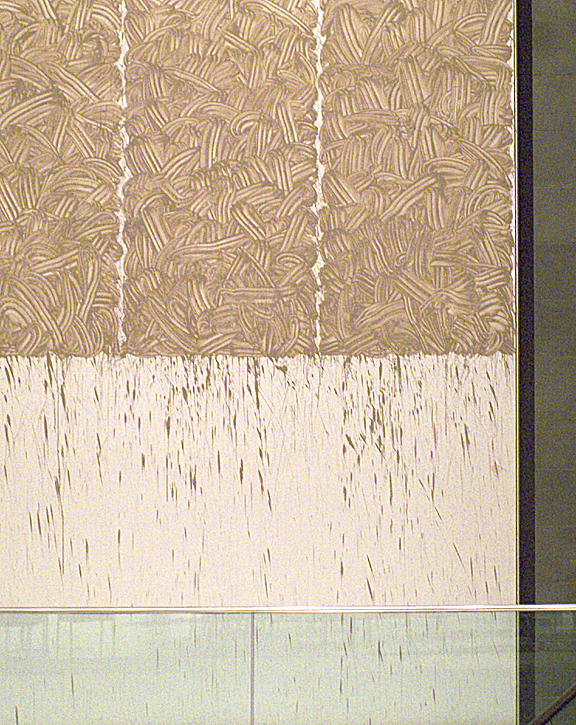
Richard Long, Riverlines.

Dopo il diploma, conseguito presso il West of England College of Art di Bristol, tra il 1966 e il 1968 frequenta a Londra la nota St. Martin's School of Art.

Come scultore e fotografo ha ampliato il raggio della sua azione agli interventi sul territorio e alla documentazione - per mezzo di mappe, fotografie, testi scritti e video - delle sue “passeggiate”: performance di non breve durata in contesti paesaggistici e naturali che non comprendono la presenza dell'uomo. L'intento di Long è quello di accreditare la relazione tra l'uomo e l'ambiente come “fatto” creativo per eccellenza, intimo e primitivo, privo di ingombranti implicazioni volontaristiche e di ridondanti mediazioni artificiali.

All'inizio Long lascia che le sue passeggiate siano testimoniate da tracce passeggere o da sculture realizzate con materiali molto semplici, reperiti sul posto. Il suo primo lavoro, dal titolo “Una linea fatta passeggiando (A line made by walking)”, è del 1967 e consta di una riproduzione fotografica della linea lasciata nell'erba di un prato dal ripetuto andare e venire dell'artista lungo un percorso predefinito.

Nel 1968 espone a Düsseldorf, alla Galleria Konrad Fischer, e nel decennio successivo imprime alla sua ricerca una svolta importante, che lo porterà a realizzare all'interno di importanti spazi espositivi delle grandi sculture fondate su segni essenziali e archetipici, come spirali e linee, utilizzando i materiali raccolti nel corso delle sue passeggiate solitarie. In alcuni casi opera disegnando col fango sulle mura di musei e gallerie d'arte.

Il lavoro di Long si differenzia da quello degli altri artisti che si muovono nel contesto della Land Art per il suo carattere propriamente inglese, legato agli elementi distintivi tipici della sua terra (la campagna, l'ardesia della Cornovaglia, ecc.) e ispirato a sentimenti di leggerezza meditativa e di estetica pensosità che rimandano per certi versi alla pittura inglese di paesaggio del secolo XIX.

Nel 1972 partecipa a documenta di Kassel e nel 1978 alla Biennale di Venezia, dedicata in quell'occasione al rapporto tra l'arte e la natura (l'opera esposta è visibile nel film Dove vai in vacanza? nell'episodio "Le vacanze intelligenti"). 

Artista di fama internazionale, ha esposto in tutto il mondo ed è presente nelle più prestigiose collezioni d'arte contemporanea. Tra le sue mostre più recenti sono da ricordare le personali alla Galleria Anthony d'Offay di Londra e alla Sperone Westwater di New York, e la retrospettiva presso la Royal West of England Academy di Bristol.

### Richard Long nei musei italiani
- Museo d'arte contemporanea Donnaregina Madre di Napoli
- RISO Museo d'Arte Contemporanea della Sicilia di Palermo
- Museo d'arte contemporanea del castello di Rivoli di Rivoli
- Fattoria di Celle-Collezione Gori, Santomato di Pistoia
- Reggia di Caserta, Collezione Terrae Motus di Lucio Amelio
- Collezione Roberto Casamonti, Firenze